# Lekkoatletyka na Letnich Igrzyskach Paraolimpijskich 2004 – pchnięcie kulą kl. F56 mężczyzn
W pchnięciu kulą kl. F56 (zawodnicy na wózkach inwalidzkich) mężczyzn podczas Letnich Igrzysk Paraolimpijskich 2004 rywalizowało ze sobą 18 zawodników.

## Wyniki

### Finał
| Poz. | Zawodnik                | Narodowość        | Rezultat | Uwagi |
| ---- | ----------------------- | ----------------- | -------- | ----- |
| 1    | Krzysztof Smorszczewski | Polska            | 11.70    | PR    |
| 2    | Gerhard Wies            | Niemcy            | 11.29    |       |
| 3    | Rene Nielsen            | Dania             | 11.27    |       |
| 4    | Martin Nemec            | Czechy            | 11.09    |       |
| 5    | Dimitrios Konstantagkas | Grecja            | 11.05    |       |
| 6    | Mohamed Beshta          | Egipt             | 10.93    |       |
| 7    | Jalil Bagheri           | Iran              | 10.35    |       |
| 8    | Stefanos Anargyrou      | Grecja            | 10.34    |       |
| 9    | Alexei Ivanov           | Rosja             | 10.05    |       |
| 10   | Ulrich Iser             | Niemcy            | 10.03    |       |
| 11   | Pieter Gruijters        | Holandia          | 9.78     |       |
| 12   | Willie Beattie          | Nowa Zelandia     | 9.56     |       |
| 13   | Leonardo Diaz Aldana    | Kuba              | 9.31     |       |
| 14   | Josef Stiak             | Czechy            | 9.15     |       |
| 15   | Renee Ladera            | Wenezuela         | 8.65     |       |
| 16   | Joseph Christmas        | Stany Zjednoczone | 8.54     |       |
| 17   | Mustafa Yuseinov        | Bułgaria          | 8.01     |       |
| 18   | Miroslav Sperk          | Czechy            | 7.42     |       |